# Find a Grave
Findagrave.com o Find-a-Grave (en español significa «encuentra una tumba») es una base de datos en línea de cementerios y esquelas de fallecidos. Find a Grave es propiedad de Ancestry.com, una empresa de genealogía estadounidense con sede en Lehi, Utah. Tiene unas características parecidas a las de Wikipedia y se pueden dejar flores virtuales. En mayo de 2013, el sitio contaba con más de 98 millones de entradas.

## Historia
La página web fue fundada en 1995 por Jim Tipton, quien inició el sitio como parte de su pasatiempo de visitar tumbas de famosos. Al principio solo añadió celebridades en el sitio, pero más tarde, los visitantes fueron los que irían añadiendo el lugar de enterramiento de otras personas. Incluir a personas en la base de datos es gratis, ya que el sitio web se financia con banners publicitarios.